# Herbert Loch
Emil Herbert Loch (* 5. August 1886 in Oberstein; † 28. Oktober 1975 in Landau in der Pfalz) war ein deutscher General der Artillerie im Zweiten Weltkrieg.

## Leben

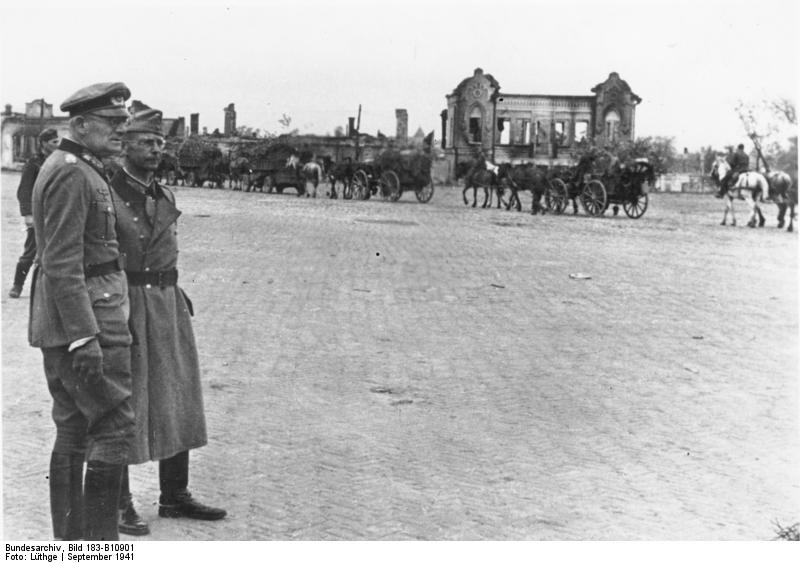
Herbert Loch (hinten) mit Maximilian Freiherr von Weichs (vorne) im September 1941 an der Ostfront bei Tschernigow

Herbert Loch trat am 1. April 1905 das Fahnenjunker in das 5. Feldartillerie-Regiment „König Alfons XIII. von Spanien“ der Bayerischen Armee ein und avancierte nach Absolvierung der Kriegsschule in München Anfang März 1907 zum Leutnant. Zunächst als Oberleutnant und Adjutant der reitenden Abteilung nahm er nach dem Beginn des Ersten Weltkriegs an den Kämpfen an der Westfront teil und stieg Mitte Juni 1916 zum Hauptmann auf. Als solcher führte er die II. und später die reitende Abteilung. Für sein Wirken erhielt Loch den Militärverdienstorden IV. Klasse mit Schwertern und Krone. Daneben wurden ihm beide Klassen des Eisernen Kreuzes und des Friedrich-August-Kreuzes sowie das Österreichische Militärverdienstkreuz III. Klasse mit Kriegsdekoration verliehen.
Nach Kriegsende und der Demobilisierung bildete sich aus Teilen seines Stammregiments Anfang 1919 die nach ihm benannte Freiwilligen-Batterie Loch, die bei der Artillerieabteilung des Freikorps „Bamberg“ im Grenzschutz zum Einsatz kam. Außerdem war die Batterie am Schutz der gesetzlichen Regierung und der Befreiung Münchens beteiligt. Nach der Bildung der Vorläufigen Reichswehr gingen diese Einheit in der 4. Batterie des Reichswehr-Artillerie-Regiments 23 auf. Loch wurde in die Reichswehr übernommen und war zunächst Adjutant der Reichswehr-Brigade 23.
Von Oktober 1934 an war er in der Wehrmacht für zwei Jahre Kommandeur des Artillerie-Regiments 7 bei der neu aufgestellten 7. Infanterie-Division und anschließend für ein Jahr in der gleichen Position beim neu aufgestellten Artillerie-Regiment 33 bei der 33. Infanterie-Division. Er war bis zur Übernahme des Divisionskommandos 1939 Arko 32, welcher mit der Mobilmachung Anfang 1939 aufgelöst wurde.
Als Kommandeur und Generalmajor führte er die neu aufgestellte 17. Infanterie-Division von April 1939 über den Beginn des Zweiten Weltkriegs bis Ende Oktober 1941 beim Überfall auf Polen und nach seiner Anfang März 1940 erfolgten Beförderung zum Generalleutnant im Westfeldzug. In dieser Eigenschaft erhielt Loch am 16. Juni 1940 das Ritterkreuz des Eisernen Kreuzes
Anfang Juni 1941 kam beim Unternehmen Barbarossa mit der 4. Armee der Vormarsch der Division in den Osten, Ende Juni/Anfang Juli 1941 die Kesselschlacht bei Białystok und Minsk und anschließend bis September 1941 die Kesselschlacht bei Smolensk. Den Beginn der Schlacht um Moskau Anfang Oktober 1941 erlebte er noch als Kommandeur der Division, jetzt bei der 2. Armee stehend, mit.
Anschließend übernahm Loch nach seiner Beförderung zum General der Artillerie, der am 22. April 1942 das Deutsche Kreuz in Gold erhalten hatte, bis Ende März 1944 als Kommandierender General das XXVIII. Armeekorps. Ende Mai bis Ende Juni 1943 war Generalleutnant Otto Sponheimer Vertreter von Loch. Das XXVIII. Armeekorps firmierte von Ende Oktober 1943 bis Anfang Dezember 1943 als Armeegruppe Loch, wurde aber dann wieder in die ursprüngliche Armeegruppe zurück benannt. Stabschef der Armeegruppe war Oberst Eugen Theilacker und Erster Generalstabsoffizier (Ia) war der spätere Bundeswehrgeneral Gerd Kobe.
Von Ende März 1944 bis Anfang September 1944 wurde er als Nachfolger von Generaloberst Georg Lindemann mit der Führung der 18. Armee betraut, welche u. a. im Juli 1944 in der Pskow-Ostrower Operation eingebunden war. Anschließend wurde er bis Kriegsende noch Befehlshaber des Höheren Kommandos „Eifel“.
Loch befand sich vom 16. April 1945 bis zu seiner Entlassung am 23. März 1948 in US-amerikanischer Kriegsgefangenschaft.
Gegen Loch wurde 1971 von der Staatsanwaltschaft Stuttgart wegen Anstiftung zum Mord ermittelt. Tatbestand war die Erschießung polnischer Zivilisten durch deutsche Soldaten deren Kommandeur General Loch war.

## Sonstiges
Herbert Loch sah im Sport einen wichtigen Wert für die Soldaten. So ließ er seine Soldaten gegeneinander im Fußball antreten. U. a. im Sommer 1940 gab es in Gent ein Spiel der Burgsterner, Angehörige der Nachrichten-Abteilung 17 der Division, gegen das Infanterie-Regiment 21 der Division. Die Wehrmachtmannschaft MSV Burgstern Noris wurde im Oktober 1940 das erste Mal erwähnt. In der Mannschaft spielten u. a. Eduard Schaffer, Hans Uebelein und dessen Bruder Julius Uebelein.